# Paul Dickov
Paul Dickov (Glasgow, 1º novembre 1972) è un allenatore di calcio ed ex calciatore scozzese, di ruolo attaccante.

## Carriera

### Giocatore

#### Club
Ha iniziato al carriera all'Arsenal, ma durante la sua permanenza a Londra è stato girato in prestito al Luton Town e al Brighton. Ha poi giocato per il Manchester City dal 1996 al 2002, quando si è trasferito al Leicester City. Ha giocato successivamente per il Blackburn, nuovamente al Man City e infine al Crystal Palace. Rimane svincolato fino al 4 marzo 2010,giorno in cui firma un contratto con il Leeds United.

#### Nazionale
Conta 10 presenze e 1 rete con la nazionale scozzese.

## Palmarès

### Giocatore

#### Club

##### Competizioni nazionali
- Campionato inglese: 1

Arsenal: 1990-1991
- Coppa d'Inghilterra: 1

Arsenal: 1992-1993
- Coppa di Lega inglese: 1

Arsenal: 1992-1993
- Charity Shield: 1

Arsenal: 1991
- First Division: 1

Manchester City: 2001-2002

##### Competizioni internazionali
- Coppa delle Coppe: 1

Arsenal: 1993-1994

## Statistiche

### Cronologia presenze e reti in nazionale
| Cronologia completa delle presenze e delle reti in nazionale ― Croazia | Cronologia completa delle presenze e delle reti in nazionale ― Croazia | Cronologia completa delle presenze e delle reti in nazionale ― Croazia | Cronologia completa delle presenze e delle reti in nazionale ― Croazia | Cronologia completa delle presenze e delle reti in nazionale ― Croazia | Cronologia completa delle presenze e delle reti in nazionale ― Croazia | Cronologia completa delle presenze e delle reti in nazionale ― Croazia | Cronologia completa delle presenze e delle reti in nazionale ― Croazia |
| Data                                                                   | Città                                                                  | In casa                                                                | Risultato                                                              | Ospiti                                                                 | Competizione                                                           | Reti                                                                   | Note                                                                   |
| ---------------------------------------------------------------------- | ---------------------------------------------------------------------- | ---------------------------------------------------------------------- | ---------------------------------------------------------------------- | ---------------------------------------------------------------------- | ---------------------------------------------------------------------- | ---------------------------------------------------------------------- | ---------------------------------------------------------------------- |
| 7-10-2000                                                              | Serravalle                                                             | San Marino                                                             | 0 – 2                                                                  | Scozia                                                                 | Qual. Mondiali 2002                                                    | -                                                                      | 65’                                                                    |
| 11-10-2000                                                             | Zagabria                                                               | Croazia                                                                | 1 – 1                                                                  | Scozia                                                                 | Qual. Mondiali 2002                                                    | -                                                                      | 46’ 77’ 90’                                                            |
| 15-11-2000                                                             | Glasgow                                                                | Scozia                                                                 | 0 – 2                                                                  | Australia                                                              | Amichevole                                                             | -                                                                      | 63’                                                                    |
| 7-9-2002                                                               | Toftir                                                                 | Fær Øer                                                                | 2 – 2                                                                  | Scozia                                                                 | Qual. Euro 2004                                                        | -                                                                      | 46’                                                                    |
| 6-9-2003                                                               | Glasgow                                                                | Scozia                                                                 | 3 – 1                                                                  | Fær Øer                                                                | Qual. Euro 2004                                                        | 1                                                                      | 68’                                                                    |
| 15-11-2003                                                             | Glasgow                                                                | Scozia                                                                 | 1 – 0                                                                  | Paesi Bassi                                                            | Qual. Euro 2004                                                        | -                                                                      | 65’                                                                    |
| 19-11-2003                                                             | Amsterdam                                                              | Paesi Bassi                                                            | 6 – 0                                                                  | Scozia                                                                 | Qual. Euro 2004                                                        | -                                                                      | 17’ 46’                                                                |
| 18-2-2004                                                              | Cardiff                                                                | Galles                                                                 | 4 – 0                                                                  | Scozia                                                                 | Amichevole                                                             | -                                                                      |                                                                        |
| 8-9-2004                                                               | Glasgow                                                                | Scozia                                                                 | 0 – 0                                                                  | Slovenia                                                               | Qual. Mondiali 2006                                                    | -                                                                      | 23’ 80’                                                                |
| 9-10-2004                                                              | Glasgow                                                                | Scozia                                                                 | 0 – 1                                                                  | Norvegia                                                               | Qual. Mondiali 2006                                                    | -                                                                      | 36’ 75’                                                                |
| Totale                                                                 |                                                                        | Presenze                                                               | 10                                                                     |                                                                        | Reti                                                                   | 1                                                                      |                                                                        |